# Hektary (Gębarzów)
Hektary – przysiółek wsi Gębarzów w Polsce, położony w województwie mazowieckim, w powiecie radomskim, w gminie Skaryszew. 
W latach 1975–1998 przysiółek administracyjnie należała do województwa radomskiego.
Wierni Kościoła rzymskokatolickiego należą do parafii Parafia św. Andrzeja Boboli w Bardzicach.